# Константин Ласкарис
Константин (XI) Ласкарис (грч. Κωνσταντίνος Λάσκαρης; Цариград, 1170 — Никеја, 19. март 1205) је био титуларни византијски цар (1204) у последњој фази крсташке опсаде Цариграда 1204. године, војсковођа и један од организатора отпора Латинима у Малој Азији из чега је настало Никејско царство.

## Учешће у одбрани Цариграда
Он је као један од виђенијих византијских велможа заједно са братом Теодором (I) (1204—1222) предводио одбрамбрене византијске трупе током крсташких опсада. Већ после првих крсташких удара почетком јула 1203. године и њиховог заузимања Пере, Константин са братом предводи одбрану Влахерне. Међутим крсташке снаге су их надјачале и продрле у тај део града, а сам Константин је том приликом заробљен.
После промене на престолу тј. повратка на власт Исака II (прва влада 1185—1195, друга влада 1203—1204), уздизања Алексија  (1203—1204) на ранг савладара и престанка борби, Константин је ослобођен. Међутим, између двојице Анђела и крсташа дошло је, због неисплаћених награда, до отвореног сукоба средином новембра, а одбрану опсађеног града поново су преузели:
- Алексије Дука Мурзулф (1204)
- Теодор Ласкарис
- Константин Ласкарис

Већ 25.01. 1204. године дошло је до новог државног удара у Цариграду којим су Анђели напокон збачени са власти, а за новог цара је проглашен Алексије Мурзулф.
Крсташки удари на град су се настављали и они су 13.04. уз помоћ ветра преко бродова овладали делом морског бедема на Златном рогу и продрли у град. Мурзулф је покушао да организује отпор у самом граду, али је одбрана већ разбијена, тако да се он повукао у дворац Букелеон и из њега је побегао из града кроз Златну капију водећи са собом супругу Алексија  (1195—1203) Јевросиму и ћерку Евдокију (бившу жену Стефана Првовенчаног (велики жупан 1196 — 1217, краљ 1217—1228)).
Завршни чин пада Цариграда представљало је проглашење Константина Ласкариса за новог цара у цркви Божанске Мудрости у покушају да он уз помоћ те титуле организује покушај одбране града. Кратка церемонија је обављена у тренутку у коме су крсташи заузимали град, а целокупна преостала одбрана се налазила у стању расула. Константин је уз помоћ брата покушао да на челу остатака Варјашке страже сузбије крсташки продор, али је њихов напад одбијен. Непосредно после тога и њих двојица су се, као и многи други, укрцали на бродове по препоруци пријатеља и напустили град.

## Учешће у стварању Никејског царства
Он се са братом повукао у Малу Азију и захваљујући почетним трвењима међу самим крсташима око поделе територије Византије (конкретно око Солуна и стварања Солунске краљевине) су успели да организују неке делове некадашњег Царства у засебну државу са средиштем у Никеји. Међутим већ крајем 1204. године, трупе новооснованог Латинског царства су кренуле у Малу Азију са циљем преузимања контроле над бившим византијским територијама. Константин је покушао да им се супродстави у бици код Појманенона на азијској страни Дарданела у децембру 1204. године, али су његове снаге поражене, а крсташи су овладали већим делом Битиније. Током саме битке Константин је рањен и од последица тог рањавања је преминуо 13.03. 1205. године у Никеји. После његове смрти, његов брат Теодор је успео да одбије нападе крсташа и покрене Никејско царство у офанзиву на свим фронтовима.

## Проблем око Константиновог царског статуса
У модерној историјској науци више нема дилема око тога да ли је у завршној фази крсташке опсаде Цариграда за новог цара проглашен Константин или Теодор, пошто извори наводе само да је то био један од Ласкариса, тако да се сматра да је Константин заиста уздигнут на ранг византијског цара. Остаје међутим нејасно, да ли се он након пада града и почетка организовања отпора у Малој Азији сматрао и издавао за византијског цара или не, поготово што о свему томе готово да нема помињања у историјским изворима из тог доба. Једини који помиње конкретно Константина после пада града је Вилерден који у вези са извештајима око сукоба Латина са Византинцима у Малој Азији наводи да је Константин један од најбољих Грка у Романији и да је верни сарадник свог брата Теодора. На основу тог извештаја се да претпоставити са великом сигурношћу да је он био само проглашен за цара и да након пада града не само да не користи саму титулу, он се на њу ни не позива, док врховну управу над византијским снагама држи његов брат Теодор, а не он.